# ルノー・アルピーヌ・A442
ルノー・アルピーヌ・A442（Renault Alpine A442）は、アルピーヌが1975年にメイクス世界選手権参戦用に開発・製作したレーシングカーである。ここではA442の派生機として登場したA443についても記す。

## メカニズム

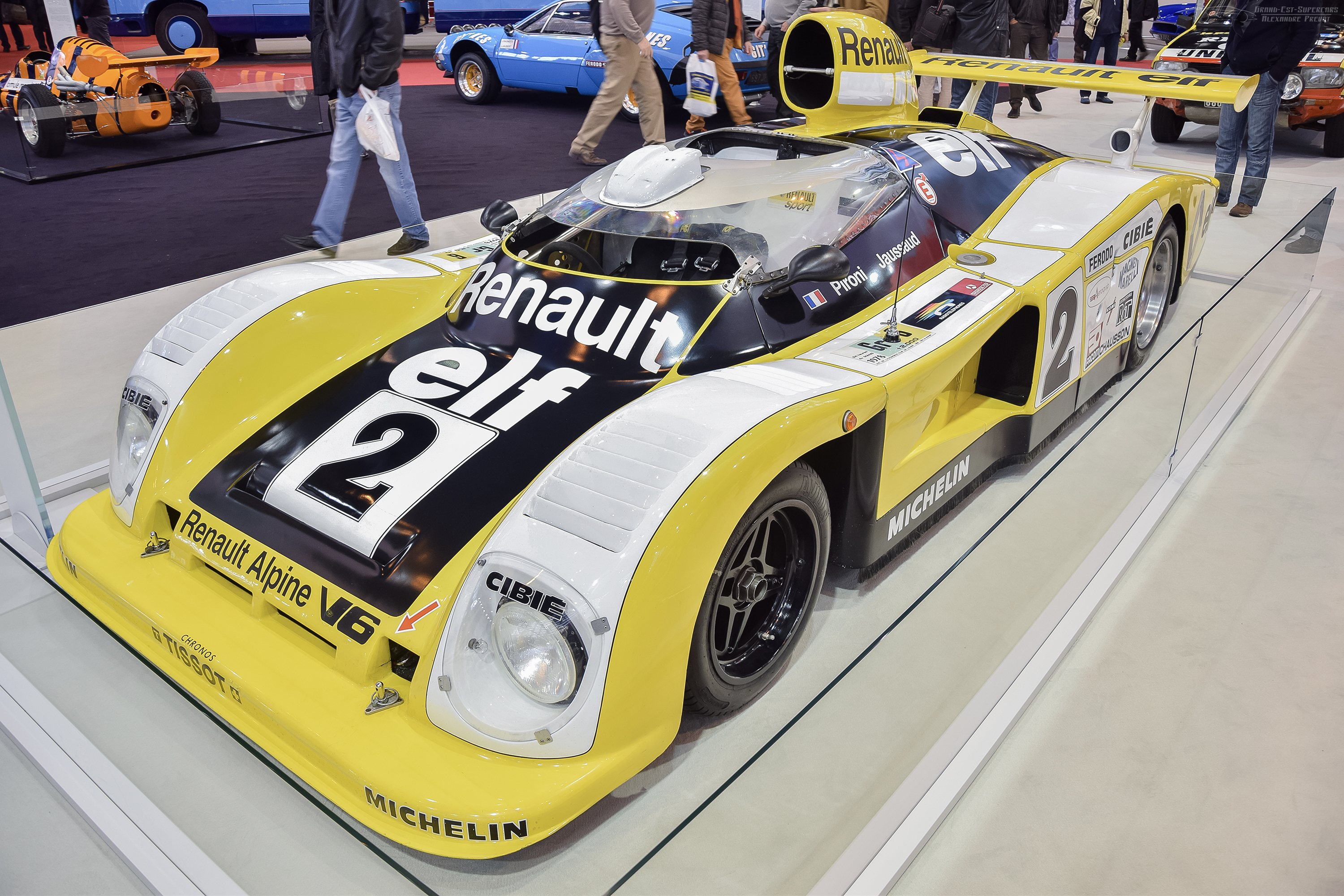
アクリル・キャノピーと、ブラシ状のサイドスカートを装備した1978年ル・マン優勝車

1973年にスポーツカー・レースに復帰したアルピーヌは、1974年、ヨーロッパ2リッター選手権を7戦全勝で制覇。翌1975年にはニューマシン、A442と共にメイクス世界選手権に進出した。
A442はA441搭載のCH-1型エンジンをシングルターボ化したマシンで、出力はNA時代の285psから490psへと大幅に向上した。これに合わせてトランスミッションもA441と同じヒューランド製ながらFG400の5段に強化され、燃料タンクも90Lから120Lに容量が増やされた。車体はA441と同じくアルミパネルで補強されたスペースフレームとダブルウィッシュボーンサスペンションの組み合わせで、A441からリヤタイヤの幅が拡大されブレーキも強化された。

## 戦績

### 1975年
アルピーヌはジャン＝ピエール・ジャブイーユとジェラール・ラルースによる1台体制で、1969年以来6年ぶりにスポーツカー世界選手権に復帰した。緒戦の第2戦 ムジェロでデビューウィンを果たしたが、その後はエンジントラブルに苦しみ、計6戦に出場し4PPも優勝はこの1戦のみに終わった。シリーズは全8戦中7勝をあげたアルファロメオがタイトルを獲得した。

### 1976年
ルノーのモータースポーツ部門としてルノー・スポールが発足し体制の強化が行われ、ドライバーを引退したラルースが監督に就任した。1976年のスポーツカー世界選手権には2台体制で参戦し、6戦中4戦でPPを獲得してマシン性能をアピールしたが、ポルシェ・936が強く未勝利に終わった。
ル・マンは、パトリック・デパイユとジャック・ラフィットがF1 スウェーデンGP参戦の為欠場し、ジャブイーユ/パトリック・タンベイ組の1台のみがエントリーした。予選ではジャブイーユがジャッキー・イクスのポルシェ936に6秒差を付けてポールポジションを獲得。決勝はスタートから11時間目、3位走行中にエンジンピストンの破損でリタイアに終わった。
1976年のオフにポルシェ936とA442の双方をテストしたポール・フレールは、A442は性能面ではポルシェ936と同等としながらも、マシンの信頼性不足とピットワークの不手際が不振の原因と語った。またレース専用エンジンをターボ化したルノーのエンジンはポルシェより優れていたと評価したが、トランスミッションに問題を抱えていたためシーズンが台無しになったと批評した。

### 1977年

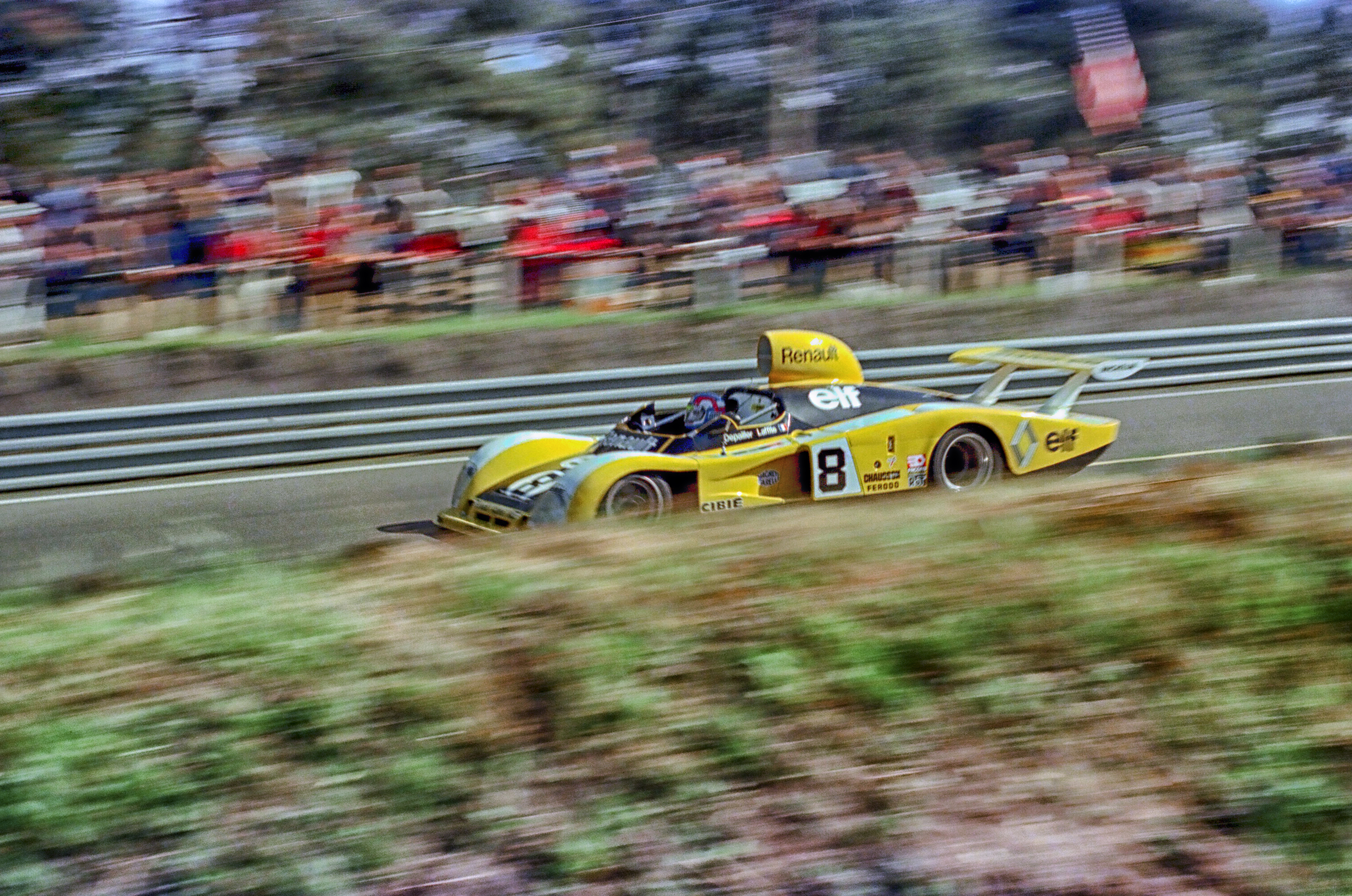
1977年のル・マンを走るデパイユのA442

ルノー・アルピーヌは世界選手権から撤退したため、1977年はル・マンの1戦しかレース出場が無かった。このためA442はル・マンに特化した耐久仕様のマシンになった。ツインターボ化されたエンジン出力は550psから490psに抑えられ、トランスミッションも耐久性に優るヒューランドTL200に変更された。シャシーはホイールベースが延長され、リヤブレーキはアウトボード化された。オフシーズンにはポールリカールで耐久テストが重ねられたほか、閉鎖された高速道路やサロン＝ド＝プロヴァンス空軍基地、ブレティニーの飛行場で空力テストが実施され、テストの総走行距離は1,1000㎞に及んだ。
ル・マン24時間の予選ではジャブイーユ/デレック・ベル組#9がPP獲得し、デパイユ/ラフィット組の#8も2番グリッドを獲得。タンベイ/ジャン＝ピエール・ジョッソー組の#7は4位、ルノーF2チームが走らせるラビット役のディディエ・ピローニ/ルネ・アルヌー組の#16も5位と、出場全車が上位グリッドにマシンを並べた。
決勝では、優勝争いのライバルのポルシェはジャッキー・イクス/アンリ・ペスカロロ組の#3が序盤にエンジントラブルでリタイア。ユルゲン・バルト/ハーレー・ヘイウッド組の#4もエンジントラブルで41位にまで順位を落とし、スタート4時間後にはA442が1位から3位までを占め、アルピーヌの圧倒的に優位な状況となった。その後、3位走行中の#7のエンジンがパワーダウンしレースを去り、早朝には2位走行中の#8がトランスミッションのトラブルで順位を下げ、アルピーヌからも2台が脱落した。そして午前9時過ぎ、レースをリードしていた#9が、エンジンピストンのトラブルでレースを終えた。替わってポルシェ936のバルト/ヘイウッド組の#4が、#3から乗り替わったイクスの奮闘で首位に浮上した。アルピーヌも一度は後退していた#8が追撃するが、正午前やはりエンジンピストンのトラブルでリタイアし、ポルシェが逆転で連覇を達成した。

### 1978年
1978年のル・マンには2台のA442の他、A442のモディファイド・マシンとしてA442BとA443が1台ずつエントリーした。ラビット役のA443は、排気量を2138㏄とレギュレーションの限界までボアアップしたエンジンを搭載、A442の500psから520psへと20psの出力が向上し、ユーノディエールでの最高速は362㎞/hを記録した。これはA442Bの335㎞/hより30㎞/h近く上回るものだった。空力面のモディファイとしてアクリル・キャノピーとサイドスカードが用意された。A442BはA442のホイールベースを150㎜延長し、A443と同じくアクリル・キャノピーとサイドスカートが用意された。A442Bの最高速は335km/hだった。また2台がエントリーした従来型のA442はA442Aと呼ばれた。
アルピーヌはオフシーズンにポール・リカールで耐久テストを4回行った。またアメリカ・オハイオ州コロンバスにあるアメリカ運輸研究センターのオーバルでテストを実施した他、イストル空軍基地でも空力テストが行った。テストの総走行距離は1,6000 km以上と前年を上回るものだった。
決勝は予選2位からスタートした#1 ジャブイーユ/デパイユ組のA443がオープニングラップで早くも後続に12秒差をつけて逃げ、A442Bをドライブするピローニ/ジョッソー組の#2、A442Aを走らせるジャリエ/ベル組の#3も続きアルピーヌが3位までを占めてレースは始まった。一方3台エントリーのポルシェは2台がメカニカルトラブルが遅れ、ただ1台無傷のバルト/ボブ・ウォレク組の#6が序盤に遅れた#5から乗り換えたイクスの奮闘で順位を上げ、アルピーヌ勢に割って入り2～3位で周回を重ねた。日が変わって午前2時30分頃、アルピーヌの#3がデファレンシャルのトラブルでレースを終えた。
レースはアルピーヌの#1が逃げ、ポルシェの#6、アルピーヌの#2、A442Aをドライブするジャン・ラニョッティ/ギ・フレクラン組の#4の順で折り返した、その後ポルシェの#6が順位を落とし、レースをリードしていた#1が午前9時30分頃ミュルサンヌ付近でエンジントラブルによりリタイア。替わって#2のピローニ/ジョッソー組がトップに立ちそのままゴール。アルピーヌはプロジェクト3年目でル・マン制覇を成し遂げた。また#4も4位ゴールした。